# یول‌آغزی (آردانوچ)
یول‌آغزی (به ترکی استانبولی: Yolağzı) یک منطقهٔ مسکونی در ترکیه است که در آردانوچ واقع شده‌است. یول‌آغزی ۲۷ نفر جمعیت دارد.